# El hombre de jengibre
El hombre de jengibre (The Gingerbread Man), también en algunas versiones titulado La galleta de jengibre o El hombre de miga de pan, es un cuento acumulativo infantil inglés protagonizado por una galleta de jengibre. Su primera aparición se produjo en el relato de 1875 El Muchacho de Jengibre (The Gingerbread Boy), publicado en la revista St. Nicholas Magazine.

## Argumento
En el cuento, una mujer hornea un hombre de pan de jengibre que salta de su horno y sale corriendo. La mujer y su esposo intentan darle caza, pero no logran atraparlo. Mientras huye de ellos, se va encontrando a distintos animales de granja que se lo quieren comer. El hombre de jengibre se burla de ellos con la frase:
¡He huido de la vieja y puedo huir de ti también!
Y los añade a esta cantinela  de animales y aldeanos a medida que consigue huir de ellos.
El cuento termina con un zorro que atrapa y se come al Hombre de Jengibre, que llora mientras es devorado. 
Sin embargo en otras versiones algo más contenporáneas, lo captura un cuervo arrebatándoselo al zorro. El hombre de jengibre le pregunta si los cuervos comen galletas de jengibre, éste dice que sí dejándolo caer de su pico y la galleta prosigue su interminable huida. 
En algunas narraciones, el Hombre de Jengibre se burla de sus perseguidores con:
¡Corre, corre, tan rápido como puedas! No puedes alcanzarme.
¡Soy el hombre de jengibre!, o también en otra versión mientras huye va diciendo:
"Escapé de un viejecito, escapé de una viejecita, escapé de...... etc. Corre que correrás, yo soy de galleta y corro más".
Esta última frase es la más conocida.
Además, hay una versión poco conocida de El hombre de jengibre en el que el mencionado hombre de pan sigue la pista de un muchacho llamado Caleb y lo golpea con un palo.

## En la cultura popular
- El Hombre de Jengibre, o simplemente "Jengi", aparece en las películas y mayoría de medios de la franquicia de Shrek, siendo un personaje cómico y uno de los mejores amigos de los protagonistas.
- El personaje titular es referenciado en la película The Brothers Grimm (2005), donde una niña, Sasha (Laura Greenwood), es transformada en un muñeco de barro con la apariencia de un hombre de jengibre, y al igual que el personaje del cuento huye para no ser atrapada.